# Do wszystkich chłopców: Zawsze i na zawsze
Do wszystkich chłopców: Zawsze i na zawsze (oryg. To All the Boys: Always and Forever) – amerykańska komedia romantyczna na podstawie powieści Jenny Han o Zawsze i na zawsze. W rolach głównych wystąpili: Lana Condor, Noah Centineo, Anna Cathcart oraz Madeleine Arthur. Film miał swoją premierę 12 lutego 2021 roku na platformie Netflix.

## Fabuła
Zbliża się koniec szkoły. Lara Jean wyjeżdża na wakacje z rodziną do Korei i zastanawia się nad wyjazdem na studia, z Peterem lub bez niego.

## Obsada
- Lana Condor jako Lara Jean Covey
- Noah Centineo jako Peter Kavinsky
- Anna Cathcart jako Kitty Covey
- Janel Parrish jako Margot Covey
- Ross Butler jako Trevor
- Madeleine Arthur jako Chris
- Emilija Baranac jako Genevieve
- Trezzo Mahoro jako Lucas
- John Corbett jako dr Dan Covey
- Sarayu Blue jako Trina Rothschild
- Henry Thomas jako pan Kavinsky
- Kelcey Mawema jako Emily Nussbaum

## Produkcja
Film kręcono w Vancouver oraz w Point Grey Secondary School.

## Odbiór
W agregatorze Rotten Tomatoes 74% z 38 recenzji uznano za pozytywne, a średnia ocen wystawionych na ich podstawie wyniosła 6,4/10. Na portalu Metacritic średnia ocen wyniosła z kolei 65 na 100.